# Wilhelm Bachmann (Chemiker)

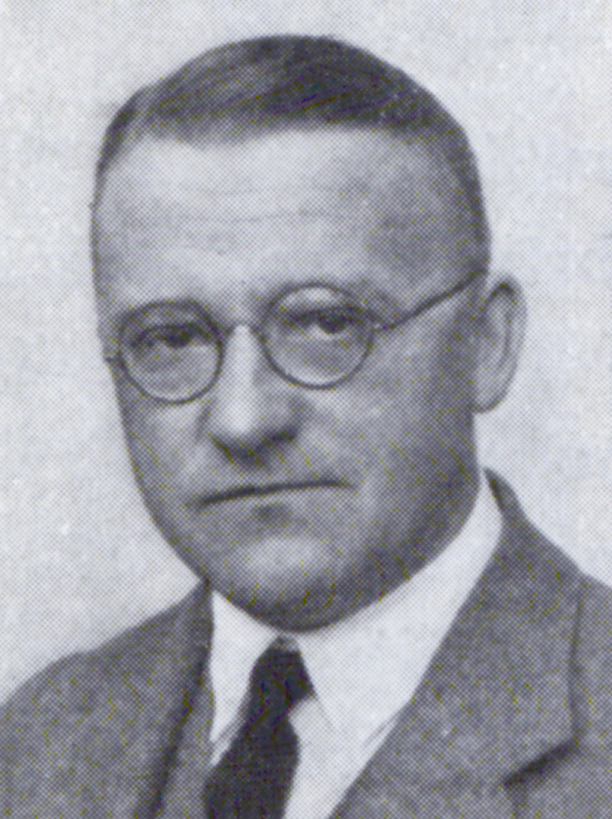
Wilhelm Bachmann, um 1931

Wilhelm Eduard Paul Bachmann (* 28. Dezember 1885 in Kassel; † 27. November 1933 in Seelze) war ein deutscher Chemiker, Hochschullehrer und Forscher auf dem Gebiet der Kolloidchemie.

## Leben

### Familie
Wilhelm Bachmann war der Sohn des in Kassel an der Höheren Mädchenschule tätigen Lehrers Wilhelm Friedrich Bachmann (* 1834) und der Katharine Wilhelmine Auguste, geborene Wagner. Seine Großeltern waren unter anderem der Schullehrer Ditmar Bachmann (1798–1875) und die Anna Maria, geborene Nörper (1807–78).
Bachmann heiratete 1920 Irma, eine Tochter des Chemikers und Fabrikdirektors Max Buchner (1866–1934), mit der er 3 Kinder hatte.

### Werdegang
Wilhelm Bachmann studierte Chemie in München und in Göttingen, wo er 1911 promovierte, sich 1916 habilitierte und bis 1922 als Privatdozent wirkte. Anschließend ging er als Vorstand des wissenschaftlichen Hauptlabors zur Firma E. de Haën (später Riedel-de Haën) nach Seelze. Ab 1928 war er zugleich außerordentlicher Professor für Kolloidchemie an der TH Hannover.
Zum 1. Oktober 1932 trat er in die NSDAP (Mitgliedsnummer 1.356.988) ein. Ferner war er Mitglied des NSDDB.
Bachmann starb 1933 durch einen Jagdunfall.

## Wissenschaftliche Leistungen
1916 erfand er gemeinsam mit Richard Zsigmondy (Nobelpreis 1925) den Membranfilter und Ultrafeinfilter. Diese Filter wurden zuerst ab 1917 von der Firma de Haën (später Riedel-de Haën) in Seelze produziert, später von der Göttinger Membranfiltergesellschaft mbH (heute Teil der Sartorius AG).